# 黄得生
黄得生（1988年7月1日—），前香港無綫電視基本藝人合約藝員；中學時就讀聖公會聖匠中學（2000年至2005年），毕业于第23期无线电视艺员训练班（2009）；参加无线电视艺员训练班之前有多套舞台剧演出经验；专长为足球和结他。因為在電視劇《點解阿Sir係阿Sir》中飾演「K4」一員而為人熟識。2011年參演處境喜劇《結·分@謊情式》，飾演孫洋一角，戲份亦相當重。
2018年5月由經理人轉為基本藝人合約，愛踢足球。2020年5月離開無綫，結束與無綫電視11年之賓主關係。2021年7月1日起，任職中原地產旗下營業員，投身地產行業。

## 演出

### 电视剧（無綫電視）
| 首播   | 劇名                 | 角色                                                                                               |
| 2009年 | 畢打自己人           | 男友（第127集）、管理员（第198集）、工作人员（第248集）、美术部同事（第286集）、记者（第311集）    |
| 2009年 | 鐵馬尋橋             | 記者（第12集）、方便醫院醫生（第23集）                                                             |
| 2009年 | 有營煮婦             | 影片男主角（第17集）、John（第26集）                                                               |
| 2009年 | 宮心計               | 侍衛（第27集）                                                                                     |
| 2010年 | 情人眼裏高一D        | “超Cup巨星”场务（第1集）、觀眾（第5集）                                                            |
| 2010年 | 谈情说案             | 郵差（第6集）、鉴证人员（第17集）、警員（第23集）                                                  |
| 2010年 | 蒲松龄               | 画坊员工（第11集）、衙差（第25集）                                                                 |
| 2010年 | 女王办公室           | 商场保安（第55集）、纹身青年（第69集）                                                             |
| 2010年 | 情越双白线           | 少年关树人（第8集）                                                                                |
| 2010年 | 女人最痛             | 模特兒（第2集）、工作人员（第19集）                                                                |
| 2010年 | 公主嫁到             | 侍卫（第2集）、路人（第30集）                                                                      |
| 2010年 | 读心神探             | 梁新火（第2集）                                                                                    |
| 2010年 | 巾帼枭雄之义海豪情   | 梁非凡手下（第8集）、强奸犯（第22集）、游擊隊（第25集）                                            |
| 2010年 | 刑警                 | 警 員                                                                                              |
| 2010年 | 依家有喜             | CID（第3集）、羅醫師（第25集）、買電視客人（第44集）、Sammi男友（第60集）、天線安裝員（第74集）    |
| 2010年 | 囧探查过界           | 石志健（少年）（第18集）                                                                           |
| 2010年 | 诱情转驳             | 侍应（第6集）                                                                                      |
| 2011年 | Only You 只有您      | CID（第6集）                                                                                       |
| 2011年 | 女拳                 | 游三水朋友（第15集）、黃飛鴻弟子（第24集）、游三水手下（第30集）                                   |
| 2011年 | 洪武三十二           | 宁王手下（第9集）、錦衣衛（第27集）                                                                |
| 2011年 | 誰家灶頭無煙火       | 弟弟（第10集）、飞仔（第42集）、彬（第68集）、經理（第89集）、少年柱（第108集）、富二代（第136集） |
| 2011年 | 點解阿Sir係阿Sir     | 范 泰（反枱）                                                                                      |
| 2011年 | 花花世界花家姐       | 少男（第12集）                                                                                     |
| 2011年 | 怒火街頭             | 米佐治朋友（第3集）、事務律師（第18集）                                                            |
| 2011年 | 真相                 | 張志恭（第1-3集）                                                                                  |
| 2011年 | 潛行狙擊             | 侍應（第4集）、助手（第8集）、O記（第29集）                                                        |
| 2011年 | 不速之約             | 侍應（第13集）、果欄員工（第20集）                                                                 |
| 2011年 | 結·分@謊情式         | 孫 洋（Ocean）                                                                                     |
| 2011年 | 荃加福祿壽探案       | 發手下（第10集）、片場特務（第13集）、朱達仁手下（第19集）                                         |
| 2011年 | 法證先鋒III          | 朱佑健                                                                                             |
| 2011年 | 我的如意狼君         | 啟豐職員（第1集、第9集）                                                                           |
| 2011年 | 天與地               | 翁卓桐男友（第22、26集）                                                                           |
| 2012年 | 換樂無窮             | 洗頭仔（第1集）、路人（第20集）                                                                    |
| 2012年 | 缺宅男女             | 記者（第3集）、鼎瞻集團保安（第14集）、警察（第29集）                                              |
| 2012年 | 4 In Love            | 劇集工作人員（第20集）                                                                             |
| 2012年 | On Call 36小時       | 警察                                                                                               |
| 2012年 | 當旺爸爸             | 馬輝煌                                                                                             |
| 2012年 | 拳王                 | 不良青年（第11-12集）                                                                              |
| 2012年 | 耀舞长安             | 侍衛（第26集）                                                                                     |
| 2012年 | 心戰                 | 陳卓鈞（Will）                                                                                     |
| 2012年 | 護花危情             | 喬江河（青年）                                                                                     |
| 2012年 | 回到三國             | 阿富                                                                                               |
| 2012年 | 飛虎                 | 阿成（第6集）                                                                                      |
| 2012年 | 愛·回家 (第一輯)     | 男主角（第45集）、Jessie男友（第71集）                                                             |
| 2012年 | 巴不得媽媽...        | 村童（第7集）                                                                                      |
| 2012年 | 法網狙擊             | 少年（第3集）                                                                                      |
| 2013年 | 老表, 你好嘢!        | 小丙                                                                                               |
| 2013年 | 初五啟市錄           | 馬成（第15集）                                                                                     |
| 2013年 | 心路GPS              | 雄仔                                                                                               |
| 2013年 | 戀愛季節             | 學生                                                                                               |
| 2013年 | 仁心解碼II           | 曾慶聰（第16-19,21-22集）                                                                          |
| 2013年 | 神探高倫布           | 攝影師（第25集）                                                                                   |
| 2013年 | 好心作怪             | 夜青 (第12集)                                                                                      |
| 2013年 | 師父·明白了          | 歡子                                                                                               |
| 2013年 | 情逆三世緣           | 夏枯草（第1集）                                                                                    |
| 2013年 | 衝上雲霄II           | 棟篤笑拍檔（第35、37集）                                                                           |
| 2013年 | 巨輪                 | 生工友（第3集）                                                                                    |
| 2013年 | 法外風雲             | Highlight手下（第16-20集）                                                                         |
| 2013年 | 舌劍上的公堂         | 錢義                                                                                               |
| 2014年 | 食為奴               | 小安子                                                                                             |
| 2014年 | 叛逃                 | 搜查員                                                                                             |
| 2014年 | 廉政行動2014         | 卓志河（單元二）                                                                                   |
| 2014年 | 點金勝手             | 醫生                                                                                               |
| 2014年 | 寒山潛龍             | 小安子                                                                                             |
| 2014年 | 我們的天空           | 阿良                                                                                               |
| 2014年 | 使徒行者             | 古惑仔（第7集）                                                                                    |
| 2014年 | 再戰明天             | 唐國沾（Jimmy）                                                                                    |
| 2014年 | 八卦神探             | 戴宇軒（第2集）                                                                                    |
| 2014年 | 宦海奇官             | 馬氏兄弟（第3集）                                                                                  |
| 2015年 | 師奶MADAM            | 朱星                                                                                               |
| 2015年 | 衝線                 | Michael                                                                                            |
| 2015年 | 以和為貴             | 胡銘鋒                                                                                             |
| 2015年 | 拆局專家             | 記者                                                                                               |
| 2015年 | 愛·回家 (第二輯)     | 乘客                                                                                               |
| 2015年 | 收規華               | 阿鵬                                                                                               |
| 2015年 | 陪著你走             | 星                                                                                                 |
| 2015年 | 張保仔               | 保兒之手下                                                                                         |
| 2015年 | 枭雄                 | 權                                                                                                 |
| 2015年 | 實習天使             | Tommy                                                                                              |
| 2016年 | 鐵馬戰車             | 路人（第2集）                                                                                      |
| 2016年 | 愛情食物鏈           | Ivan（第13集）                                                                                     |
| 2016年 | 警犬巴打             | 連獲文                                                                                             |
| 2016年 | 火線下的江湖大佬     | Ben（第4集）                                                                                       |
| 2016年 | 殭                   | 殭屍（第21-23、26集）                                                                              |
| 2016年 | 愛·回家之八時入席    | 學生（第40集）、秦導演（第88集）                                                                   |
| 2016年 | 純熟意外             | 馬志堅                                                                                             |
| 2016年 | 一屋老友記           | 記者（第11集）                                                                                     |
| 2016年 | 巨輪II               | 喪偈手下                                                                                           |
| 2016年 | 幕後玩家             | 公子                                                                                               |
| 2017年 | 味想天開             | 高隨從                                                                                             |
| 2017年 | 與諜同謀             | 電單車發燒友                                                                                       |
| 2017年 | 愛·回家之開心速遞    | 侍應（第24集）                                                                                     |
| 2017年 | 我瞞結婚了           | 地產經紀（第18集）                                                                                 |
| 2017年 | 心理追兇 Mind Hunter | 速遞員（第9集）                                                                                    |
| 2017年 | 不懂撒嬌的女人       | Bill                                                                                               |
| 2017年 | 同盟                 | 令烈（青年）                                                                                       |
| 2017年 | 雜警奇兵             | 雋助手                                                                                             |
| 2017年 | 老表，畢業喇！       | 店員（第19集）                                                                                     |
| 2017年 | 使徒行者2            | 稜智職員                                                                                           |
| 2017年 | 降魔的               | 古惑仔（第5-6集）                                                                                  |
| 2017年 | 誇世代               | 阿超                                                                                               |
| 2017年 | 溏心風暴3            | Summer                                                                                             |
| 2018年 | 平安谷之詭谷傳說     | 伍大鵬                                                                                             |
| 2018年 | 波士早晨             | 范禮傑                                                                                             |
| 2018年 | 翻生武林             | 村民                                                                                               |
| 2018年 | 宮心計2深宮計        | 華棣                                                                                               |
| 2018年 | 愛·回家之開心速遞    | 阿伦 (第350集)                                                                                     |
| 2018年 | 特技人               | 青年鐵（第7集）                                                                                    |
| 2018年 | 跳躍生命線           | 黃廸新                                                                                             |
| 2018年 | 是咁的，法官閣下     | 被告（第1集）                                                                                      |
| 2018年 | 救妻同學會           | 酒保（第3集）                                                                                      |
| 2019年 | 福爾摩師奶           | 張志季                                                                                             |
| 2019年 | 白色強人             | 便衣（第21-22集）                                                                                  |
| 2019年 | 解決師               | 力王                                                                                               |
| 2019年 | 丫鬟大聯盟           | 霍府家丁                                                                                           |
| 2020年 | 黃金有罪             | 徐仔（第11集）                                                                                     |
| 2020年 | 法證先鋒IV           | 姚逸桐                                                                                             |
| 2020年 | 機場特警             | 小偷（第5集）                                                                                      |
| 2020年 | 殺手                 | 白粉仔（第2集）                                                                                    |
| 2020年 | 迷網                 | 程志銘（Jimmy，Jimmy哥）（第12、14、20、22、25集）                                                 |
| 2020年 | 過街英雄             | 王國棟（第9、12、20集）                                                                            |
| 2021年 | 愛美麗狂想曲         | 殺手（第1集）                                                                                      |
| 2022年 | 食腦喪Ｂ             | 道士                                                                                               |

### 电视电影
| 首播   | 劇名       | 角色 |
| 2009年 | 南华梦飞翔 | 龙门 |

### 综艺节目（TVB）
2008年
- 万千星辉贺台庆
- 欢乐满东华
- 霎时感动

2009年
- 明爱暖万心
- 2011年
- 福祿壽大假光臨

2016年
- 男人食堂

### 舞台剧
- 連環

- 傷勢嚴重

### MV
- 2009年：《老牛声》吴彤
- 2009年：《相对论》张敬轩
- 2009年：《Never Say Never》徐伟贤
- 2009年：《月亮说》王菀之
- 2011年：《一夜城》洪卓立
- 2012年：《第一天失戀》吳若希
- 2017年：《天網》周柏豪